# برودينسيو كاردونا
برودينسيو كاردونا (بالإسبانية: Prudencio Cardona)‏ (مواليد 22 ديسمبر 1951) هو ملاكم كولومبي، مثّل بلاده في الألعاب الأولمبية الصيفية 1972.

## روابط خارجية
برودينسيو كاردونا على موقع بوكس ريك (الإنجليزية) (registration required)
- برودينسيو كاردونا على موقع أوليمبيديا (الإنجليزية)